# Luis Ibaseta
Luis Ibaseta, né le 31 décembre 1913 à Valparaíso au Chili et mort le 28 novembre 1987 à Viña del Mar, est un ancien joueur chilien de basket-ball.

## Palmarès
- Champion d'Amérique du Sud 1937